# Nothelfer (Unfallversicherung)
Nothelfer im Sinne der gesetzlichen Unfallversicherung in Deutschland sind:
- Personen, die bei Unglücksfällen oder gemeiner Gefahr oder Not Hilfe leisten oder einen anderen aus erheblicher gegenwärtiger Gefahr für seine Gesundheit retten
- Personen, die sich bei der Verfolgung oder Festnahme einer Person, die einer Straftat verdächtig ist oder zum Schutz eines widerrechtlich Angegriffenen persönlich einsetzen, sowie
- Personen, die in Unternehmen zur Hilfe bei Unglücksfällen oder im Zivilschutz unentgeltlich, insbesondere ehrenamtlich tätig sind

Diese Personen sind nach § 2 SGB VII in der Unfallversicherung unentgeltlich pflichtversichert. Es reicht hierbei bereits aus, wenn etwa ein Fahrzeugführer einem entgegenkommenden Fahrzeug ausweicht, um einen Zusammenstoß zu verhindern. Zuständig ist die Unfallkasse des Landes, in dem der Nothelfer seinen gewöhnlichen Aufenthalt hat. (§ 128 SGB VII)
Nothelfer haben nicht nur einen Anspruch auf Leistungen der Unfallversicherung für eigene Personenschäden, sondern können auch – was sonst dem Recht der Unfallversicherung fremd ist – Ersatz für Sachschäden verlangen, die ihnen im Rahmen ihrer Tätigkeit als Nothelfer entstanden sind, sofern kein anderweitiger öffentlich-rechtlicher Anspruch besteht. (§ 13 SGB VII)